# 堺市立庭代台中学校
堺市立庭代台中学校（さかいしりつ にわしろだいちゅうがっこう）は、大阪府堺市南区にある公立中学校。
泉北ニュータウン栂地区を校区とし、1975年に開校した。

## 沿革
- 1975年4月1日 - 創立
- 1978年6月30日 - 講堂兼体育館落成
- 1979年6月25日 - プール完成

## 通学区域
- 堺市立庭代台小学校と堺市立御池台小学校の通学区域。

堺市南区 庭代台・御池台の全域、美木多上の一部。

## 交通
- 南海泉北線 栂・美木多駅から南へ約30分
- 南海バス栂・美木多駅3番乗り場から庭代台回りで10分、庭代台中学校前バス停すぐ。

## 著名出身者
- 平岡直起 - プロサッカー選手
- 辻尾真二 - プロサッカー選手
- カルロス西尾 - ミュージシャン・マジシャン
- 森友哉 - プロ野球選手
- 田中明日菜 - プロサッカー選手
- 小西祥子 - 陸上競技選手[1]